# Pyura pachydermatina
Pyura pachydermatina is een zakpijpensoort uit de familie van de Pyuridae. De wetenschappelijke naam van de soort is, als Boltenia pachydermatina, voor het eerst geldig gepubliceerd in 1881 door W.A. Herdman.